# Maltees basketbalteam (mannen)
Het Maltees nationaal basketbalteam is een team van basketballers dat Malta vertegenwoordigt in internationale wedstrijden. Het land is een van de zwakste basketballanden van Europa en heeft dan ook nog nooit deelgenomen aan het Wereldkampioenschap basketbal of de Eurobasket. 
De Malta Basketball Association is verantwoordelijk voor het nationale team van Malta.